# 高山路爛
高山 路爛（たかやま ろらん、本名は大鐘 稔彦。1943年〈昭和18年〉 - ）は、日本の医師であり、作家。愛知県名古屋市出身。兵庫県南あわじ市立阿那賀診療所長。
医療漫画『メスよ輝け!!』の原作者でもあり、「メスよ輝け!!」の連載終了後も幾つかの医療漫画の原作を担当している。

## プロフィール
1968年京都大学医学部卒業。京大医学部の関連病院で産婦人科・外科・麻酔科を専攻した後、埼玉県上尾市の民間病院の院長に就任。その傍ら、「日本の医療を考える会」を発起。東京女子医科大学・癌研究会附属病院（現在のがん研究会有明病院）・国立がんセンター・ピッツバーグ大学に手術を見学に赴く。リアルタイムでの手術の公開や、エホバの証人の無輸血手術も手がける。
現在はメスを置き、地域医療に専心している。
ペンネームである高山路爛は、姓は戦国武将高山右近から、名はフランスの文豪ロマン・ロランからとったものである。

## 作品一覧

### 医療漫画の原作
- 『メスよ輝け!!』（全12巻・復刻版全15巻）：画・やまだ哲太（集英社ビジネスジャンプ）
  - 優れた技術を持つ外科医・当麻鉄彦が様々なしがらみと闘いながら、最後には脳死肝臓移植を成し遂げる。
- 『ザ・レジデント』（全3巻）：画・星野ちあき（集英社ビジネスジャンプ）
  - 一度は医師の道を外れ、テレビ局に勤務していた青年・椿大作が、再び医の道を踏み出すべく民間病院で研修を受ける中での椿の苦悩を描く。
- 『青ひげは行く』（全6巻）：画・やまだ哲太（集英社ビジネスジャンプ）

### 著書
エッセイ
- 『私の名診・誤診・迷診』旺史社 1980.10
- 『続・私の名診・誤診・迷診』旺史社 1984.1
- 『癌の告知 ある臨床医の報告』メヂカルフレンド社 1986.8
- 『虫垂炎 100年の変遷・その臨床と病理』へるす出版 1987.3
- 『我が半生の素描 青春・夢・エロス・神 高山路爛随想集』旺史社 1987.5
- 『実践の手術手技 教科書にないテクニックとコツ』金原出版 1989.2
- 『腹部疾患の診かた考えかた Key wordからの演繹法』中外医学社 1989.10
- 『外科医と「盲腸」』 1992.10 (岩波新書)
- 『腹痛でわかる病気 お腹の異常でガンを知る』テンタクル(先生教えてシリーズ　1992
- 『鬼手仏心－ある外科医のカルテより』集英社、1995　「外科医のセレナーデ」文庫
- 『赤ひげは死なず 外科医の名作アラカルト』講談社 1995.5
- 『誤診 なぜ起きる、どう防ぐ』講談社 (ブルーバックス)1996
- 『ナースのマナー 接遇プロへの道』金原出版 1996.3
- 『医者のマナー』金原出版 1998.4
- 『無輸血手術 “エホバの証人"の生と死』さいろ社 1998.11
- 『患者を生かす医者、死なす医者』講談社 1998.12  のち朝日文庫
- 『六道の沙汰 平家の女と男たち』高山路爛 文芸社 1999.10 「平家の女と男たち」新風舎文庫
- 『患者のマナー 医者との上手なつき合い方』金原出版 2001.1
- 『私が出会った外科医たち』金原出版 2002.8
- 『実践のプライマリ・ケア どこまでやれるか、やるべきか』金原出版 2006.4
- ドクター大鐘の診察室 学士会会報2006年〜2008年連載
- 『両刃のメス ある外科医のカルテ』朝日新聞出版 2010.5 朝日文庫

### 大鐘 稔彦 名義
- 『外科医べからず集―梶谷語録に学べ』金原出版 2005.3 ISBN 978-4307201995
- 『私のスポーツ談義』幻冬舎ルネッサンス, 2011
- 『そのガン、放置しますか? 近藤教に惑わされて、君、死に急ぐなかれ (ディスカヴァー携書 ディスカヴァー・トゥエンティワン, 2015
- 『NHKを斬る!』創英社/三省堂書店, 2017
- 『安楽死か、尊厳死か あなたならどうしますか? (ディスカヴァー携書 ディスカヴァー・トゥエンティワン, 2018

### 小説
- 『罪ある人々』栄光出版社 1971
- 『ある船医の思い出』高山路爛 カナン書房 1979.1
- 『王国への道 古代アステカ滅亡史』旺史社 1987‐88
- 『わが愛はやまず～罪なき者、石をもて』（高山）文芸社 2002
  - 乳癌を患い、死が近いことを予感した47歳の看護婦・中条志津が、かつて夫と子供がいながら、お互いに深く愛し合った外科医・周平に手術を託し、志津が死去するまでの数年間を描いた作品。
- 『孤高のメス 外科医当麻鉄彦』栄光出版社 2005.1 のち幻冬舎文庫（全6巻）

『孤高のメス 神の手にはあらず』幻冬舎文庫（全4巻） 2009.10～11
『孤高のメス 遥かなる峰』幻冬舎文庫 2014.6
『孤高のメス 死の淵よりの声』幻冬舎文庫 2016
『孤高のメス 完結篇』幻冬舎文庫 2017
- 『緋色のメス』幻冬舎文庫 2008.3

『緋色のメス 完結篇』幻冬舎文庫 2020
- 『マックスとアドルフ その拳は誰が為に』文芸社, 2016
- 『エロイ、エロイ、ラマ、サバクタニ』鳥影社, 2020